# Saropogon megriensis
Saropogon megriensis là một loài ruồi trong họ Asilidae. Saropogon megriensis được Richter miêu tả năm 1966. Loài này phân bố ở vùng Cổ Bắc giới.